# Ferdinand Reich
Ferdinand Reich (Bernburg, 19 de fevereiro de 1799 – Freiburg im Breisgau, 27 de abril de 1882) foi um químico alemão.

## Vida
Depois de estudar na Universidade de Leipzig e na Freiberg Mining Academy (com Abraham Gottlob Werner), ele se tornou assistente na indústria de mineração de Freiberg em 1819.
Seguiram-se estadias de estudo em Göttingen (1822) e Paris (1823/24); depois, trabalhou como inspetor de academia na Bergakademie Freiberg. Em 1827 ele se tornou professor de física e assessor do Freiberg Oberhüttenamt. Em 1860 foi nomeado Oberbergrat; ele desistiu da cátedra de física no mesmo ano. No ano de fundação da Royal Saxon Society of Sciences, ele foi aceito como membro pleno. 1864 foi eleito membro estrangeiro da Academia de Ciências de Göttingen.
Ferdinand Reich aposentou-se em 1866 e foi eleito membro da Academia Leopoldina no mesmo ano. Ele foi um doutor honorário da Universidade de Leipzig (1846). Ele morreu em Freiberg em 1882.

## Serviços
A realização mais importante de Reich foi a análise espectral da blenda de zinco preto, na qual ele e Theodor Richter descobriram o elemento químico índio em 1863. Os descobridores escolheram o nome índio por causa de sua cor espectral azul índigo.
Suas outras pesquisas foram extremamente variadas: por exemplo, ele publicou sobre medições de temperatura nas minas das montanhas de minério, examinou a fumaça da fundição em busca de toxinas, realizou observações geomagnéticas e experimentos com armadilhas para provar a rotação da Terra.

## Publicações (seleção)
- Fallversuche über die Umdrehung der Erde angestellt auf hohe Obergamtliche Anordnung in dem Dreibrüderschacht bei Freiberg (1830),[5] digitalizado. (Erscheinungsjahr 1832)
- Beobachtungen über die Temperatur des Gesteins in verschiedenen Tiefen in den Gruben des Sächsischen Erzgebirges in den Jahren 1830–32 (1834), digitalizado.
- Über die magnetische Neigung zu Freiberg (1834)
- Versuche über die mittlere Dichtigkeit der Erde mittels der Drehwaage (1838)
- Über elektrische Strömungen auf Erzgängen. – In: Kalender für den Sächsischen Berg- und Hüttenmann. (1840) S. 1–2
- Leitfaden zu den Vorlesungen über Physik an der Bergakademie zu Freiberg (1852)
- Die bisherigen Versuche zur Beseitigung des schädlichen Einflusses des Hüttenrauches bei den fiskalischen Hüttenwerken zu Freiberg. – In: Berg- und hüttenmännische Zeitung. 17 (1858) S. 165–168 und 173–176
- Vorläufige Notiz über ein neues Metall. – In: Journal für praktische Chemie. 89 (1863) S. 441–442
- Über das Indium. – In: Journal für praktische Chemie. 90 (1863) S. 172–176 und 92 (1864) S. 480–485